# Veículo blindado de transporte de pessoal

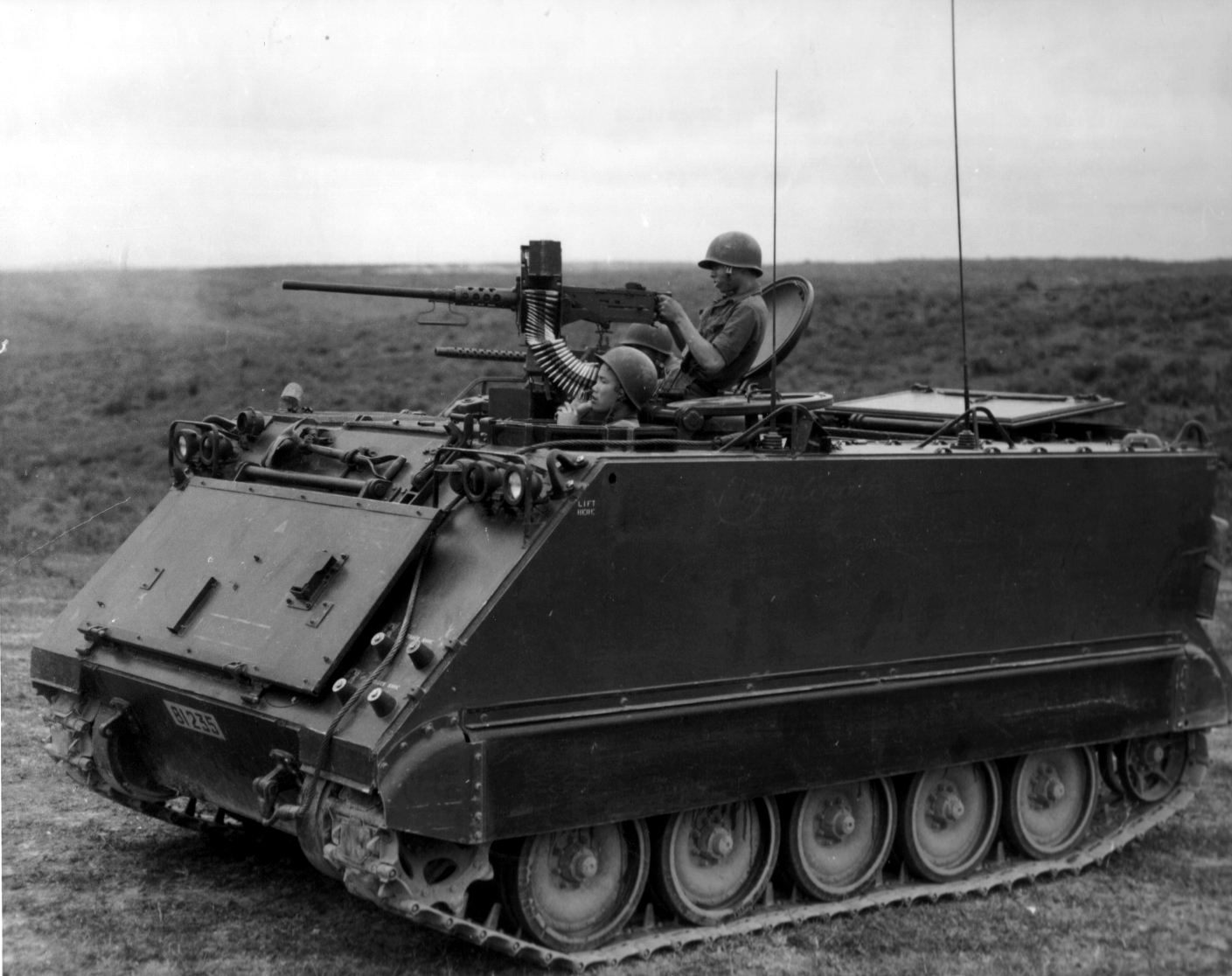
Um M-113 do exército dos EUA carregando soldados

Um veículo blindado de transporte de pessoal (VBTP, em inglês APC, armoured personnel carrier), é um veículo blindado utilizado para o transporte de tropas, feridos, e equipamento. Ao contrário do carro de combate, é mais leve e possui menos blindagem e armamento, geralmente apenas uma metralhadora de grande calibre, embora outras variantes também estejam equipadas com um canhão sem recuo ou um lança granadas-foguete.